# Сан-Франческо-д’Ассизи-а-Рипа-Гранде (титулярная церковь)
Титулярная церковь Сан-Франческо-д’Ассизи-а-Рипа-Гранде (лат. Titulus Sancti Francisci Assisiensis ad Ripam Maiorem) — титулярная церковь была создана Папой Иоанном XXIII 12 марта 1960 года апостольской конституцией Cum ob peculiaris. Титулярная церковь принадлежит барочной церкви Сан-Франческо-а-Рипа, расположенной в районе Рима Трастевере, на площади Франциска Ассизского, приход основан 6 января 1906 года.

## Список кардиналов-священников титулярной церкви Сан-Франческо-д’Ассизи-а-Рипа-Гранде
- Лауреан Ругамбва — (31 марта 1960 — 8 декабря 1997, до смерти);
- Норберто Ривера Каррера — (21 февраля 1998 — по настоящее время).